# Teorie komunikativního jednání
Pojem teorie komunikativního jednání byl rozpracován předním německým sociologem a filosofem Jürgenem Habermasem v dvousvazkovém vydání jeho studie Theorie des kommunikativen Handelns(1981). Komunikativní jednání je založeno na dialogu a jeho smyslem je jazykové dorozumění se jako základ pro racionalitu a funkční sociální vztahy.  Subjekty interakce necílí na dosažení nějakého individuálního záměru použitím jazyka, ale používají jazyk tak, aby jim bylo rozuměno. Habermas rozlišuje mezi komunikativním jednáním, které je spojeno s životním světem, a účelově racionálním neboli instrumentálním jednáním, které je vázané k systému a ovlivněné řídícími médii, tedy mocí a penězi.  Při komunikativním jednání lidé utváří samu realitu, a to neustálým vyjednáváním a potvrzováním platnosti žitých norem, je tedy v jejich moci každá změna sociální situace.

## Základní myšlenky a pojmy
Záměrem Habermase je vytvořit sociální teorii, která by umožnila překlenutí mezi dvěma sociologickými přístupy zkoumání – zkoumání systému, tedy objektivistické pojetí, a jedince, tedy subjektivistické pojetí. Ač částečně vychází z Marxe, vyhrazuje se k některým jeho teoriím jako k historicky neaktuálním a vyzvedává moderní sociologické teorie, které obsahují poznatky o soudobé společnosti, avšak jejich problémem je, že nejsou kritické. Habermas se ve své teorii obrací k jazyku, vytváří lingvistickou koncepci jednání, „normativní základy kritické teorie společnosti spočívají v jazyce“  – tedy se z něj dají analyzovat. Jinak řečeno právě v jazyce jsou zakotveny normy jednání, které vznikly na základě vyjednávání alespoň dvou subjektů, a jimi byly tyto normy pochopeny a akceptovány. V jeho teorii jednání jde o postihnutí racionálního jednání individuí v každodenní komunikaci. Racionalita jednání podle něj spočívá ve způsobu, jakým subjekty interakce nabývají znalosti a následně tyto znalosti uplatňují. .  Komunikativní jednání neboli interakce je orientováno k životnímu světu, oproti tomu strategické a účelové instrumentální jednání neboli práce je orientováno na systém. Habermas se ve své teorii primárně orientuje na analýzu životního světa a chápe právě jej jako strukturotvorný pro společenský systém, postupem došlo k odlišení obou, avšak k možnosti rozpoznat toto odlišení je nutno přistoupit analyticky. Životní svět „sestává z individuálních dovedností, intuitivního vědění jak se vypořádat s nějakou situací, a ze sociálně nacvičených praktik, z intuitivního vědění, na které se můžeme v dané situaci spolehnout, a v neposlední řadě i z triviálně vědomých přesvědčení v pozadí.“ .“   Pro dorozumění je důležitá znalost pozadí životního světa, a to je obsaženo v jazyce. Habermas operuje s pojmem kolonizace životního světa, tento proces je charakteristický „pronikáním byrokratických instancí do sociálních vztahů, které tím ztrácejí své charakteristické lidské vlastnosti a jsou formalizovány.“
Komunikativní jednání je založeno na dialogu jednotlivých subjektů interakce, ti mají možnost se stejnou měrou podílet na utváření dialogu a argumentaci. Dosažení úspěchu při komunikativním jednání znamená, že subjekty jednání komunikují srozumitelně a na základě toho souhlasí, že záměr jejich komunikace má význam a je hodnotný, a souhlasí na komunikační kooperaci. Při strategickém jednání subjektu nejde o vzájemné porozumění, ale snaží se dosáhnout vlastního záměru, se kterým do interakce vstoupil, tedy interakce je úspěšná, pokud mluvčí dosáhne svého individuálního cíle.  Komunikativní jednání je ideálním stavem řečové interakce s důrazem na porozumění, je zde tedy vliv diskurzu, v jakém je komunikováno, a stejně tak sociálního kontextu. Nekomplexně vůči komunikativnímu jednání se jeví být další tři jednání, která Habermas zmiňuje, a to jednání teleologické, normativní a dramaturgické. Teleologické jednání udává požadavek na pravdivost a sledování vlastního cíle, normativní na správnost a deklaraci již daných a platných norem a hodnot a dramaturgické na věrohodnost a vztahující se k sebeprezentaci. Tyto požadavky nalezneme v různých řečových aktech – požadavek na pravdivost v konstantivech, na správnost v regulativech, věrohodnost v representativech a na srozumitelnost v komunikativech.
Habermas uvádí pravidla pro realizaci ideální řečové situace.
```
* 
I. Každý subjekt, který je schopen řeči a jednání, se smí účastnit diskursu.

*
 II.a Každý subjekt smí zpochybnit jakýkoli návrh.

*
 II.b Každý subjekt smí přispět svým návrhem do diskurzu.

*
 II.c Každému subjektu je umožněno vyjádřit své postoje, přání a potřeby.

*
 III. Žádný z účastníků diskurzu by neměl být ovlivněn nátlakem vyplývajícím zevnitř či vně diskurzu za uplatnění práv vycházejících z I. a II.
[
14
]
```

Tato pravidla přichází v aktuálnost v momentě, kdy je při komunikaci zpochybněn jeden či více z výše zmíněných požadavků na platnost, tedy pravdivost, správnost, věrohodnost, srozumitelnost.  Po interakci, která proběhla podle těchto čtyř pravidel, aniž by byla kýmkoliv ovládána, je možno dosáhnout souhlasu na základě vyčerpání všech možností argumentace a dobrání se shody. Jde tedy například o situaci, kdy poslouchající vznese dotaz či námitku vztahující se k pravdivosti informace obsažené v jednání, tedy zpochybňuje její věrohodnost, a mluvčí ji verifikuje a podpoří dalšími informacemi. Habermas vychází z presumpce věrohodnosti mluvčího a pravdivosti jeho výroků a vzájemného respektování subjektů komunikace. Kdybychom totiž vycházeli z toho, že lidé si primárně lžou, ztratila by jazyková interakce jako způsob dorozumění se smysl.